# Thảm họa Trường Tiểu học Bath

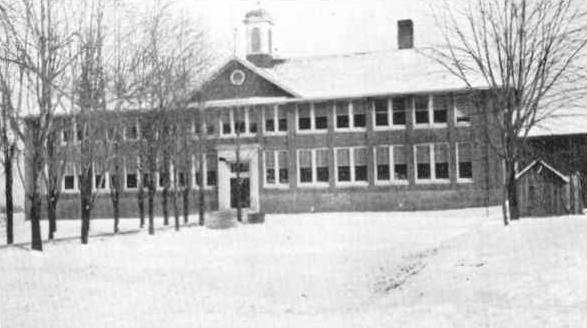
Trường học trước vụ đánh bom

Thảm họa Trường Tiểu học Bath, đôi khi được gọi là vụ thảm sát Trường Tiểu học Bath, là một loạt các cuộc tấn công bạo lực do Andrew Kehoe gây ra vào ngày 18 tháng 5 năm 1927, tại Bath Town, Michigan, khiến 38 học sinh tiểu học và sáu người lớn thiệt mạng, và làm ít nhất 58 người khác bị thương. Kehoe giết vợ và đốt cháy trang trại của mình, sau đó kích nổ một vụ nổ trong Trường hợp nhất Bath trước khi tự sát bằng cách kích nổ một thiết bị cuối cùng trong xe tải của mình.
Andrew Kehoe là thủ quỹ hội đồng trường 55 tuổi và tức giận vì tăng thuế và thất bại của ông trong cuộc bầu cử mùa xuân năm 1926 cho thư ký thị trấn. Anh ta được cho là đã lên kế hoạch "trả thù giết người" sau thất bại công khai đó. Ông có tiếng là khó khăn trong hội đồng nhà trường và trong các giao dịch cá nhân. Ngoài ra, ông được thông báo rằng khoản thế chấp của ông sẽ bị tịch thu vào tháng 6 năm 1926. Trong phần lớn năm tới, một người hàng xóm nhận thấy rằng anh ta đã ngừng làm việc tại trang trại của mình và nghĩ rằng anh ta có thể lên kế hoạch tự tử. Trong thời gian đó, Kehoe đã mua chất nổ và kín đáo trồng chúng trên tài sản của mình và dưới trường học.
Kehoe đã giết vợ mình là Nellie vào khoảng giữa ngày 16 tháng 5 đến sáng ngày 18 tháng 5 năm 1927; cô vừa được xuất viện với một căn bệnh không xác định. Sau đó, anh ta đã kích nổ các thiết bị gây cháy khác nhau trong nhà của mình vào sáng ngày 18 tháng 5 vào khoảng 8:45 sáng, khiến ngôi nhà và các tòa nhà nông trại khác bị phá hủy bởi vụ nổ và các vụ cháy sau đó.
Gần như đồng thời, một vụ nổ đã tàn phá cánh phía bắc của tòa nhà Trường hợp nhất Bath, giết chết 36 học sinh và hai giáo viên. Kehoe đã sử dụng kíp nổ theo thời gian để kích nổ hàng trăm pound thuốc nổ và pyrotol gây cháy, thứ mà anh ta đã bí mật trồng trong trường trong suốt nhiều tháng. Khi nhân viên cứu hộ bắt đầu làm việc tại trường, Kehoe lái xe, dừng lại và sử dụng súng trường để kích nổ thuốc nổ bên trong chiếc xe tải chứa đầy mảnh đạn của mình, tự sát, giám thị trường và một số người khác ở gần đó, cũng như làm bị thương nhiều người hơn. Trong các nỗ lực cứu hộ tại trường, những người tìm kiếm đã phát hiện thêm 500 pound (230 kg) chất nổ chưa nổ và pyrotol được kết nối với một thiết bị thời gian được thiết lập để phát nổ cùng lúc với vụ nổ đầu tiên; các tài liệu được giấu trong tầng hầm của cánh phía nam. Kehoe rõ ràng có ý định nổ tung và phá hủy toàn bộ ngôi trường.

## Nơi xảy ra

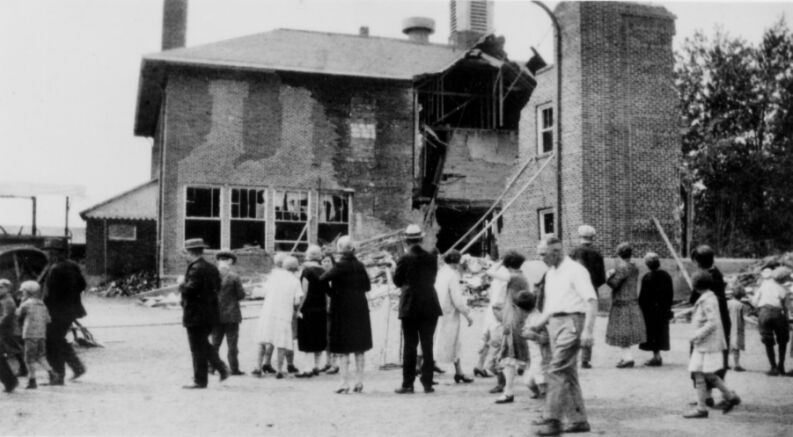
Trường nhìn từ phía sau vụ đánh bom

Thị trấn Bath được thành lập vào năm 1839 dưới cái tên Ossova (đổi tên từ năm 1843) và nằm khoảng mười dặm về phía bắc-đông Lansing, Michigan. Lãnh thổ ban đầu không được hợp nhất và đầu những năm 1920 chủ yếu là nông nghiệp. Năm 1927, dân số là 300 người.
Trước khi xây dựng, việc đào tạo ở Bata đã diễn ra trong các trường học một phòng kín, nơi học sinh của các lớp khác nhau được dạy trong cùng một lớp bởi một giáo viên. Giáo viên tin rằng việc xây dựng trường học sẽ cho phép trẻ em nhận được một nền giáo dục hoàn thiện hơn. Năm 1922, trong các cuộc tranh luận, việc thành lập một khu học chánh mới đã được phê duyệt, cũng như việc áp dụng thuế hỗ trợ tài chính. Vào thời điểm mở trường, có 236 học sinh lớp  1 – 12 điểm.